# Matías Delgado
Matías Emilio Delgado (ur. 15 grudnia 1982 w Rosario) – piłkarz argentyński grający na pozycji ofensywnego pomocnika. Posiada także obywatelstwo włoskie.

## Kariera klubowa
Karierę piłkarską Delgado rozpoczął w klubie Club Atlético River Plate, jednak występował tam jedynie w drużynach juniorskich i nie przebił się do podstawowego składu. Odszedł więc do innego klubu z Buenos Aires, Chacarita Juniors. W 2000 roku zadebiutował w jego barwach w rozgrywkach argentyńskiej Primera Division. W Chacarita Juniors występował do 2003 roku i łącznie rozegrał 61 meczów i zdobył 7 goli.
Latem 2003 Delgado odszedł za 1,3 miliona euro do szwajcarskiego FC Basel. Już w sezonie 2003/2004 wywalczył z Basel mistrzostwo Szwajcarii, a w 2005 roku powtórzył to osiągnięcie. Wtedy też z 11 golami był drugim najlepszym strzelcem drużyny z Bazylei. Natomiast w sezonie 2005/2006 został wicemistrzem kraju, a zdobywając 18 bramek był najskuteczniejszym zawodnikiem w drużynie i drugim w lidze po Gwinejczyku Alhassane Keicie.
Latem 2006 roku Delgado przeszedł do tureckiego Beşiktaşu JK, a suma transferu wyniosła 5,5 miliona euro. W sezonie 2006/2007 zaczął grać w podstawowym składzie swojego klubu i wówczas wywalczył z nim wicemistrzostwo Turcji. Z kolei w 2008 roku zajął z Beşiktaşem 3. miejsce w tureckiej Superlidze. W 2009 roku został mistrzem Turcji.
W 2010 roku Delgado odszedł do Al-Jazira Club ze Zjednoczonych Emiratów Arabskich.
13 lipca 2013 roku powrócił do FC Basel
| Sezon   | Klub              | Kraj                         | Rozgrywki          | Mecze | Bramki |
| ------- | ----------------- | ---------------------------- | ------------------ | ----- | ------ |
| 2000/01 | Chacarita Juniors | Argentyna                    | Primera División   | 2     | 0      |
| 2001/02 | Chacarita Juniors | Argentyna                    | Primera División   | 19    | 2      |
| 2002/03 | Chacarita Juniors | Argentyna                    | Primera División   | 37    | 5      |
| 2003/04 | Chacarita Juniors | Argentyna                    | Primera División   | 3     | 0      |
| 2003/04 | FC Basel          | Szwajcaria                   | Swiss Super League | 20    | 2      |
| 2004/05 | FC Basel          | Szwajcaria                   | Swiss Super League | 32    | 11     |
| 2005/06 | FC Basel          | Szwajcaria                   | Swiss Super League | 33    | 18     |
| 2006/07 | Beşiktaş JK       | Turcja                       | Süper Lig          | 25    | 4      |
| 2007/08 | Beşiktaş JK       | Turcja                       | Süper Lig          | 29    | 8      |
| 2008/09 | Beşiktaş JK       | Turcja                       | Süper Lig          | 26    | 6      |
| 2009/10 | Beşiktaş JK       | Turcja                       | Süper Lig          | 0     | 0      |
| 2010/11 | Beşiktaş JK       | Turcja                       | Süper Lig          | 2     | 0      |
| 2010/11 | Al-Jazira Club    | Zjednoczone Emiraty Arabskie | UAE League         | 20    | 6      |
| 2011/12 | Al-Jazira Club    | Zjednoczone Emiraty Arabskie | UAE League         | 20    | 4      |
| 2012/13 | Al-Jazira Club    | Zjednoczone Emiraty Arabskie | UAE League         | 24    | 4      |
| 2013/14 | FC Basel          | Szwajcaria                   | Swiss Super League | 25    | 2      |
| 2014/15 | FC Basel          | Szwajcaria                   | Swiss Super League | 26    | 8      |
| 2015/16 | FC Basel          | Szwajcaria                   | Swiss Super League | 28    | 11     |
| 2016/17 | FC Basel          | Szwajcaria                   | Swiss Super League |       |        |